# Étienne de La Vallée Poussin (homme politique)
Pour les articles homonymes, voir Famille de La Vallée Poussin.
Étienne C. A. G. G. M. J. de La Vallée Poussin, né le 23 novembre 1903 à Bruxelles et mort dans la même ville le 4 octobre 1996, est un homme politique belge, membre du Parti social chrétien.
Il fut docteur en droit (1925), licencié en sciences économiques (1932) et administrateur de sociétés.

## Carrière
- Conseiller communal de Saint-Josse-ten-Noode de 1938 à 1946.
- Sénateur de l'arrondissement de Bruxelles du 17 février 1946 au 20 février 1961.
- Sénateur coopté du 25 avril 1961 au 1er mars 1968.
- Membre de la réunion parlementaire du Conseil de l'Europe du 26 mai 1952 au 20 mai 1954.

## Généalogie
- Il est le fils de Joseph de La Vallée Poussin et d'Evelyne de Francquen.
- Il épousa Jacqueline Thibaut de Maisières (1920-2007) en 1979.

## Sources
- Biographie sur ODIS

1. ↑  « http://www.archiefbank.be/dlnk/AE_1490 »